# Planinarska kuća Pod Koludrom
Planinarska kuća Pod Koludrom je planinarski objekt na Kozjaku u vlasništvu HPD Ante Bedalova iz Kaštel Kambelovca. Društvo je ovaj objekt sagradilo na zemlji koju je planinarima ustupio župni ured. Ime nosi po stijeni Koludaru (600 m) na Kozjaku ispod koje se kuća nalazi.
Jedna prostorija je stalno otvorena i služi kao jednostavno sklonište sa stolom i klupama, a druge dvije prostorije (spavaonica i blagovaonica) su zaključane. Spavaonica ima 8 ležajeva. Na kuću je s istočne strane dozidano vanjsko ložište.
U sklopu doma je i kamin zatvorenog tipa, a vani je i još jedan otvoreni kamin. U neposrednoj blizini doma je teren za boćanje, a oko doma su postavljene klupe i stolovi. Moguć je prilaz s automobilom, a poviše doma postoji i parkiralište.
Dom je otvoren svake nadjelje.